# Кабиббо, Никола
Никола Каби́ббо (итал. Nicola Cabibbo; 10 апреля 1935 — 16 августа 2010) — итальянский физик, получивший известность своими работами в области слабого взаимодействия и физики элементарных частиц.

## Биография
Кабиббо родился в Риме в 1935 году. В 1958 году окончил Римский университет Ла Сапиенца, защитив под руководством Бруно Тушека диссертацию по теории слабых взаимодействий. Затем работал в Национальной лаборатории Фраскати; в 1965 году получил пост профессора университета Л’Акуила, а через год — в Ла Сапиенце, где работал до 1981 года и с 1993 года до конца жизни; в 1981—1993 годах был профессором Римского университета Тор Вергата. Работал также в различных институтах США, Франции, Швейцарии. В 1982—1993 годах возглавлял итальянский Национальный институт ядерной физики, 1993—1998 годах — Национальный комитет по новым технологиям, энергетике и окружающей среде Италии. Являясь с 1993 года президентом Папской академии наук, не раз выступал в защиту концепции эволюции от атак креационизма. Занимался административной работой: являлся членом Комитета по научной политике ЦЕРНа, Научного комитета Института здравоохранения Италии, Научного комитета Института высшего образования Парижа, Комитета по Европейскому развитию науки и технологии (CODEST), Ассамблеи европейской науки и технологии (ESTA) и других.

## Научная деятельность
В начале 1960-х годов Кабиббо разрабатывал идею нарушенной SU(3) симметрии между странными и нестранными адронами. В 1963 году постулировал так называемую «слабую универсальность» (weak universality) для объяснения поведения двух поколений лептонов и кварков (тогда были известны только u-, d- и s-кварки), ввел «угол Кабиббо», описывающий смешивание d- и s-кварков. Макото Кобаяси и Тосихидэ Маскава добавили в эту теорию третье поколение частиц, получив матрицу размером 3×3, известную как CKM-матрица. Впоследствии эксперименты доказали, что поколений действительно три. Поскольку работа Кобаяси и Маскавы, отмеченная в 2008 году Нобелевской премией по физике, основана на исследованиях Кабиббо, то, по мнению некоторых экспертов, отсутствие Кабиббо среди учёных, получивших премию, является серьёзной ошибкой Нобелевского комитета.
В дальнейшем Кабиббо продолжал изучать электромагнитные и слабые взаимодействия, детально исследовал нейтринные осцилляции, предсказал существование при определенных условиях кварковой плазмы. Он был инициатором запуска в Национальном институте ядерной физики проекта APE по созданию мощнейшего на тот момент суперкомпьютера для проведения вычислений по квантовой хромодинамике.

## Награды, премии, звания
- Национальная премия Президента Италии (1979)
- Премия Сакураи Американского физического общества (1989)
- Премия в области физики частиц и физики высоких энергий Европейского физического общества (1991)
- Кавалер Большого креста ордена «За заслуги перед Итальянской Республикой» (1993)
- Золотая медаль за вклад в науку и культуру (1998)
- Медаль Маттеуччи (2002)
- Премия Энрико Ферми Итальянского физического общества (2003)
- Иностранный член Российской академии наук (2008)[7]
- Премия имени И. Я. Померанчука от Института теоретической и экспериментальной физики (Россия) (2009)
- Медаль Дирака от Международного центра теоретической физики имени Абдуса Салама (2010)
- Медаль Бенджамина Франклина по физике (2011)
- Иностранный член Национальной академии наук США (1982)[8], член Национальной академии деи Линчеи и Папской академии наук (с 1986; президент Папской академии наук с 1993 по 2010 год)[9]

## Избранные публикации
- Cabibbo N., Gatto R. Electron-positron colliding beam experiments // Physical Review. — 1961. — Vol. 124. — P. 1577—1595. — doi:10.1103/PhysRev.124.1577.
- Cabibbo N., Ferrari E. Quantum electrodynamics with Dirac monopoles // Il Nuovo Cimento. — 1962. — Vol. 23. — P. 1147—1154. — doi:10.1007/BF02731275.
- Cabibbo N. Unitary Symmetry and Leptonic Decays // Physical Review Letters. — 1963. — Vol. 10. — P. 531—533. — doi:10.1103/PhysRevLett.10.531.
- Cabibbo N., Parisi G. Exponential hadronic spectrum and quark liberation // Physics Letters B. — 1975. — Vol. 59. — P. 67—69. — doi:10.1016/0370-2693(75)90158-6.
- Cabibbo N. Time reversal violation in neutrino oscillation // Physics Letters B. — 1978. — Vol. 72. — P. 333—335. — doi:10.1016/0370-2693(78)90132-6.
- Cabibbo N., Maiani L. The lifetime of charmed particles // Physics Letters B. — 1978. — Vol. 79. — P. 109—111. — doi:10.1016/0370-2693(78)90446-X.
- Cabibbo N., Maiani L., Parisi G., Petronzio R. Bounds on the fermions and Higgs boson masses in grand unified theories // Nuclear Physics B. — 1979. — Vol. 158. — P. 295—305. — doi:10.1016/0550-3213(79)90167-6.
- Altarelli G., Cabibbo N., Corbò G., Maiani L., Martinelli G. Leptonic decay of heavy flavors: A theoretical update // Nuclear Physics B. — 1982. — Vol. 208. — P. 365—380. — doi:10.1016/0550-3213(82)90226-7.
- Cabibbo N., Marinari E. A new method for updating SU(N) matrices in computer simulations of gauge theories // Physics Letters B. — 1982. — Vol. 119. — P. 387—390. — doi:10.1016/0370-2693(82)90696-7.
- Albanese M., Costantini F., Fiorentini G., Flore F., Lombardo M.P., Tripiccione R., Bacilieri P., Fonti L., Giacomelli P., Remiddi E., Bernaschi M., Cabibbo N. Glueball masses and string tension in lattice QCD // Physics Letters B. — 1987. — Vol. 192. — P. 163—169. — doi:10.1016/0370-2693(87)91160-9.
- Cabibbo N., Maiani L., Benhar O. An Introduction to Gauge Theories. — CRC Press, 2017. — 320 p.